# Зайцева Тетяна Володимирівна
Тетяна Володимирівна Зайцева, до шлюбу Грибова (рос. Татьяна Владимировна Зайцева; нар. 27 серпня 1978, Ленінград, РРФСР) — російська футболістка та футбольна тренерка, наставниця жіночого футбольного клубу «Краснодар».

## Клубна кар'єра
Уродженка Ленінграда, Тетяна в дитинстві займалася легкою атлетикою та бар'єрним бігом. Після переїзду в Краснодар записалася до футбольної секції школи № 37, в команду «Седін-Шисс». Першим тренером Тетяни був Олександр Такмаков. У Краснодарі виступала за «Кубаночку», але команда переживала важкі часи. В результаті Грибова перейшла в воронезьку «Енергію», на той час найсильніший в країні клуб. Протягом своїх виступів вона виграла тричі чемпіонат країни в 1997, 1998 і 2000 роках, а також стала срібною призеркою першості Росії в 1999 році.
Один сезон Зайцева відіграла в німецькому клубі «Фласгайм-Гіллен»: за її спогадами, стадіон постійно був переповнений на кожному матчі, незважаючи на невелику місткість. Повернувшись в Росію вона в 2001 році, зігравши спочатку за воронезьку «Енергію», потім провівши сезон в «Росіянці» і завершивши кар'єру в «Рязані-ВДВ», принциповому супернику «Енергії». Через серйозні навантаження Зайцева вирішила завершити кар'єру гравчині.

## Кар'єра в збірній
Перебувала в заявках збірної на чемпіонатах світу 1999 і 2003 років: у 1999 році не виходила жодного разу на поле, зате відіграла всі чотири матчі в 2003 році від стартового до фінального свистка.

## Кар'єра тренерки
Тетяна Зайцева після завершення кар'єри й отримання тренерської ліцензії працювала з командою «Жемчужинка», де підготувала футболісток, багато з яких потім залучалися до збірних Росії різного віку (в їх числі такі гравці основного складу молодіжної та основний збірних, як Ксенія Веселуха). Одного разу зустрілася з В'ячеславом Буренко, одним з ініціаторів розвитку футболу на Кубані. З його допомогою в 2007 році команда «Кубаночка», розформована в 2001 році, була створена з нуля і дебютувала в чемпіонаті Росії. З цього моменту Тетяна є не тільки тренеркою клубу, але й за сумісництвом його президенткою.
Як тренерка «Кубаночки» тричі поспіль (2014, 2015, 2016) ставала фіналісткою Кубку Росії. У 2019 році стала бронзовою призеркою чемпіонату Росії.
У 2013 році Тетяна Зайцева очолила студентську збірну Росії для участі в Літній Універсіаді 2013, однак зі збірною не подолала груповий етап. На Універсіаді 2019 року привела команду до бронзових медалей.

## Особисте життя
Виховувалася матір'ю разом з молодшою сестрою Марією. Отримала два освіти: закінчила економічний факультет Кубанського держуніверситету, а потім ще й провчилася у Кубанському інституті фізкультури. Одружена.

## Досягнення

### Як гравець
- Чемпіонат Росії
  -  Чемпіон (5): 1997, 1998, 2000, 2002, 2003
  -  Срібний призер (2): 1999, 2004

- Учасниця чемпіонатів світу 1999 і 2003
- Гравець символічної збірної чемпіонату Росії (1996, 1999, 2001, 2002, 2003, 2004, 2005)

### Як тренер
- Премія «За внесок в розвиток жіночого футболу» (2009)[4]